# لارس لينارت فورسبرغ
لارس لينارت فورسبرغ (بالسويدية: Lars Lennart Forsberg)‏ هو كاتب سيناريو ومصور ومخرج ومخرج سويدي، ولد في 31 يوليو 1933 في ستوكهولم في السويد، وتوفي في 3 يناير 2012 في يستاد في السويد.

## وصلات خارجية
- لارس لينارت فورسبرغ على موقع IMDb (الإنجليزية)
- لارس لينارت فورسبرغ على موقع أول موفي (الإنجليزية)
- لارس لينارت فورسبرغ على موقع قاعدة بيانات الأفلام السويدية (السويدية)
- لارس لينارت فورسبرغ على موقع قاعدة بيانات الفيلم (الإنجليزية)
- لارس لينارت فورسبرغ على موقع كينوبويسك (الروسية)